# Benedek István Gábor
Benedek István Gábor (Gyula, 1937. október 29. – Budapest, 2022. szeptember 26.) magyar újságíró, író.

## Életpályája
Szülei Benedek (Braun) Hugó (1905–1977) és Kormos Rozália (1904–1993) voltak. Testvére Benedek Pál (1931–1998) újságíró. 1944-ben Bergen-Belsenbe deportálták. Hazatérése után Kecskeméten érettségizett, majd 1956-ban a kecskeméti tanyavilágban lett tanító. 1957–1959 között a Rabbiképző Szemináriumban Scheiber Sándor növendéke volt. 1961-ben újságíró-gyakornokként dolgozott Szolnokon. 1961–1963 között a MÚOSZ Újságíró Iskolájában tanult.
1962–1968 között a Kirakat pályakezdő munkatársa, illetve a Vasas Híradó című szövetkezeti üzemi lap szerkesztője volt. 1963–1965 között az MSZMP Politikai Főiskoláján tanult. 1968–1976 között a Magyar Hírlap munkatársa, 1976–1977 között főmunkatársa, 1977–1983 között az Ország-világ belpolitikai rovatvezetője volt. 1979–1988 között a MÚOSZ Újságíró Iskola oktatója lett. 1983–1989 között a Népszabadság rovatvezető-helyettese, 1989–1990 között a Magyarország főszerkesztő-helyettese volt. 1990–1993 között a Tőzsde Kurír, 1993–1999 között a Bank és Tőzsde főszerkesztőjeként dolgozott.
1997-ben nyugdíjba vonult. 1998 óta volt a Remény főszerkesztője. 1999 óta a Közgazdász szerkesztőbizottsági tagja. 2000 óta a Füst Milán Szellemi Páholy alapító elnöke. Szépirodalmi munkássága is jelentős.
2022 szeptemberében egy zuglói kórház ablakából kiesett. A mentők egy VIII. kerületi kórházba szállították, ahol pár nappal később elhunyt.

## Művei
- Gazdaságosság és kölcsönösség. Amit a KGST-ről tudni kell (tanulmány, Marinovich Endrével, 1980)
- Földalatti-történet (a budapesti metró építéséről szóló ismeretterjesztő könyv, 1982)
- „Ez az a munkásság…” (riportok, szerkesztette, Maris Jánossal, Varga Zsuzsával, 1984)
- A gyilkosok hajnalban kelnek (regény, 1985)
- „Boldog vesztegzár” (riportregény, 1987)
- „Holnapra a világ” (játékfilm, 1989, kisregény, 1990)
- Tépd le a sárga csillagot. Interjúk az 1944-es budapesti zsidó ellenállásról (Vámos Györggyel, 1990)
- A komlósi Tóra (novellák, 1994)
- Magyar sófár (elbeszélés, 1994)
- Brooklyn (novellák, 1996)
- Az elégetett fénykép (novellák, 1997)
- Ez lett a vesztünk, mind a kettőnk veszte… (filmregény, 1998)
- Vili a Dob utcából (regény, 1998)
- Öt lövés a történelemre (tárcák, 2001)
- Egmont – Break (2002)
- A lovag napjai. Talált és kitalált történetek Bródy Sándorról (2004)
- Harmadik háború (Berta Pállal, 2005)
- Dávid. Vidám és tanulságos mese a nagy királyról, a hatalomról és a szerelemről; Ex-Libris, Budapest, 2005
- Varázs (2007)
- Artúr. Egy pesti orvos politikai kalandjai. Regény; Háttér, Budapest, 2010
- Bergeni keringő. Novellák (2011)
- Miskolc, Zsidó utca ’46 (2012)
- Ki vigyáz az emberre? (2013)
- Aranyhomok (regény, Tevan Alapítvány, Budapest, 2014)
- A Várszegi. Az alagút végén. Életút-interjú a 80 éves Várszegi Gyulával; riporter Benedek István Gábor, Fazekas Lajos, Lovas György; Önarckép Kft., Budapest, 2016
- Zsidó krémes (regény, Tevan Alapítvány, Budapest, 2016)
- Európa keringő. Kálmán Imre emlékére (regény, Vince, Budapest, 2019)

## Díjai, elismerései
- A Miskolci Tévéfesztivál „zsűridíja” (1984)
- Rózsa Ferenc-díj (1988)
- Munka Érdemrend bronz fokozata (1997)
- Aranytoll (2010)